# Stosunki produkcji
Stosunki produkcji – termin używany w teorii Karola Marksa, oznaczający stosunki międzyludzkie powstające w procesie produkcji. Powstają one w sposób konieczny i niezależny od ludzkiej woli. Do stosunków produkcji zalicza się między innymi formy własności, stosunki zwierzchności i podporządkowania itd. O kształcie stosunków produkcji decyduje rodzaj sił wytwórczych i sposób produkcji. Nauką o rozwoju stosunków produkcji jest marksistowska ekonomia polityczna.